# Colaciticus banghaasi
Colaciticus banghaasi är en fjärilsart som beskrevs av Adalbert Seitz 1917. Colaciticus banghaasi ingår i släktet Colaciticus och familjen Riodinidae. Inga underarter finns listade i Catalogue of Life.